# حارة بلقيس (صنعاء)
حارة بلقيس هي إحدى حارات حي شعوب بمديرية شعوب إحد مديريات العاصمة اليمنية صنعاء، بلغ تعداد سكانها 715 نسمة حسب تعداد اليمن لعام 2004.